# Sân bay quốc tế Ciudad Obregón
Sân bay Ciudad Obregón (IATA: CEN, ICAO: MMCN) là một sân bay quốc tế ở Ciudad Obregón, Sonora, México. Sân bay này có 1 nhà ga và 2 hành lang. Đơn vị vận hành là Aeropuertos y Servicios Auxiliares, một công ty quốc doanh liên bang.

## Các hãng hàng không và các tuyến điểm

### Air Taxi
- Aéreo Calafia (Cabo San Lucas, Ciudad Constitución, Loreto)

### Tuyến nội địa
- Aero California (Guadalajara, Los Mochis, Thành phố Mexico, Tijuana)
- Aeroméxico
  - Aeroméxico Connect (Guadalajara, Hermosillo, La Paz, Thành phố Mexico, Monterrey)